# António Maldonado Gonelha
António Manuel Maldonado Gonelha (Lisboa, 9 de junho de 1935 – 13 de abril de 2022) foi um eletricista, gestor e político português. Ocupou diversos cargos em governos portugueses.

## Biografia
Possuía o curso industrial de eletricidade e o curso de especialização em radiotecnia. Possuía o 4.º ano do curso de Matemáticas Superiores da Faculdade de Ciências da Universidade de Lisboa. Integrou o Sindicato Nacional dos Electricistas do Distrito de Lisboa, de que foi presidente da assembleia geral. Pertenceu também à Federação Nacional dos Sindicatos dos Electricistas, tendo sido designado para a Câmara Corporativa como vogal do conselho geral desta federação sindical, na XI Legislatura (1973-74), integrado na 1.ª subsecção - energia e combustível, de que foi secretário, da V secção - Indústria.
A seguir à Revolução de 25 de Abril de 1974, foi subsecretário de Estado do Trabalho do VI Governo Provisório (1975-76), presidido por José Pinheiro de Azevedo, secretário de Estado do Trabalho do I Governo Constitucional (1976-77), ministro do Trabalho dos I e II Governos Constitucionais (1977-78) e ministro da Saúde do IX Governo Constitucional (1983-85), todos presididos por Mário Soares.
Foi eleito deputado, pelo PS, à Assembleia da República na I Legislatura (1976), pelo círculo de Setúbal, tendo suspendido o mandato para exercer funções governativas; na II Legislatura (1980), pelo círculo de Leiria; na III Legislatura (1983) e na IV Legislatura (1985), sempre pelo círculo de Setúbal, tendo nesta última suspendido o mandato para exercer funções governativas.
Pertenceu aos conselhos de administração da EDP, Montepio Geral, Lusitânia Companhia de Seguros, Lusitânia Vida e da Caixa Geral de Depósitos, como vice-presidente da administração liderada por Carlos Santos Ferreira. Presidiu também à Fundação Caixa Geral de Depósitos.
Morreu a 13 de abril de 2022, aos 86 anos, sendo sepultado no Cemitério dos Prazeres.

## Funções governamentais exercidas
- I Governo Constitucional
  - Ministro do Trabalho
- II Governo Constitucional
  - Ministro do Trabalho
- IX Governo Constitucional
  - Ministro da Saúde